# Кайван Новак
Кайван Новак (англ. Kayvan Novak) — британський актор і комік стенд-апа. Новак народився в Лондоні в родині іранців. У 2006—2008 та 2012 роках був співавтором і виконавцем головної ролі в комедійному серіалі «Fonejacker», за який отримав телевізійну премію BAFTA 2008 року.
Новак зіграв ісламіста Ваджу в комедійному фільмі «Чотири леви» 2010 року, а від 2019-го грає вампіра Нандора Невблаганного у псевдодокументальному комедійному серіалі «Чим ми займаємося в тінях».

## Вибрана фільмографія
- 2019—2021 — Чим ми займаємося в тінях
- 2020—2021 — Арчер
- 2021— Круелла
- 2015—2020 — Thunderbirds Are Go
- 2019 — Різдвяна пісня
- 2019 — Люди в чорному: Інтернешнл
- 2015—2019 — Danger Mouse
- 2018 — Дикі предки
- 2016—2017 — Counterfeit Cat
- 2015 — Пригоди Паддінгтона
- 2014 — У дев'ятому номері
- 2013 — Доктор Хто
- 2013 — Скінс
- 2010—2012 — Facejacker
- 2011 — Sirens
- 2010 — Чотири леви
- 2007—2008 — Fonejacker
- 2008 — Блакитна вежа
- 2005 — Сиріана